# DIPAMP
DIPAMP è il nome comune di una fosfina chirale usata come legante chelato in chimica metallorganica.

## Proprietà
In condizioni normali il DIPAMP è un solido cristallino di colore bianco. È insolubile in acqua ma solubile in solventi organici. Entrambi gli atomi di fosforo sono asimmetrici, e quindi DIPAMP esiste nelle due forme enantiomere (R,R) e (S,S), entrambe con simmetria molecolare C2; esiste inoltre una forma meso achirale con simmetria Cs.

## Usi
(R,R)-DIPAMP fu usata da Knowles e collaboratori per la sintesi enantioselettiva di L-DOPA; per queste ricerche William Knowles ricevette il Premio Nobel per la chimica nel 2001. (R,R)-DIPAMP e (S,S)-DIPAMP sono usati come leganti nella catalisi asimmetrica mediata da metalli di transizione, permettendo di raggiungere eccessi enantiomerici molto elevati.

## Indicazioni di sicurezza
I due enantiomeri (R,R)-DIPAMP e (S,S)-DIPAMP sono disponibili in commercio. Non sono considerati pericolosi, ma vanno trattati con le normali cautele dovute ai composti chimici. Non ci sono dati che indichino proprietà cancerogene. Non sono considerati pericolosi per l'ambiente.